# Meri Maijala
Meri Maijala (* 1. Juli 1993 in Sodankylä) ist eine ehemalige finnische Biathletin.

## Karriere
Meri Maijala bestritt ihre ersten internationalen Rennen im Rahmen des IBU-Cups der Saison 2010/11 im tschechischen Nové Město. Im Laufe ihrer Karriere nahm sie nur sporadisch an internationalen Wettkämpfen teil, unter anderem an den Biathlon-Europameisterschaften 2014 in Nové Město sowie an den Biathlon-Europameisterschaften 2016 im russischen Tjumen. Nachdem sie im Winter 2016/17 nur zwei Rennen im Rahmen des IBU-Cups bestritten hatte, beendete sie ihre Karriere als aktive Leistungssportlerin.